# Temelucha aristoteliae
Temelucha aristoteliae là một loài tò vò trong họ Ichneumonidae.